# Nowa Wieś (powiat rybnicki)
Nowa Wieś (niem. Neudorf) – wieś w Polsce położona w województwie śląskim, w powiecie rybnickim, w gminie Lyski przy drodze wojewódzkiej nr 923.
W centralnej części wsi znajduje się kapliczka pw. Podwyższenia Krzyża Świeku powstała w ok. 1900 roku. Pomiędzy Lyskami z Nową Wsią znajduje się staw Żelazisty.

## Historia
Pierwsze wzmianki o wsi pochodzą z dokumentów z 1458 roku. Założona początkowo jako wieś rycerska.
W latach 1975–1998 miejscowość administracyjnie należała do województwa katowickiego.